# تغرباري (مقاطعة ديواندرة)
تغرباري (بالفارسية: تگرباری) هي قرية تقع في قسم كاني شيرين الريفي (مقاطعة ديواندرة) في إيران. يقدر عدد سكانها بـ 164 نسمة بحسب إحصاء 2016.